# Wicher Jansen
Wicher Christiaan Jansen (Vriezenveen, 3 maart 1848 – aldaar, 1 februari 1894) was een Nederlands ondernemer en kledingfabrikant. Samen met Johan Tilanus heeft hij in 1869 de firma 'Jansen & Tilanus' opgericht.

## Loopbaan
Jansen kwam uit een Vriezenveens geslacht van textielfabrikanten. Zowel in Twente als in Sint-Petersburg had dit geslacht een aandeel in diverse textielbedrijven. In het najaar van 1869 kwam de 21-jarige Wicher Jansen in contact met de 22-jarige Johan Tilanus, zoon van de medicus Christiaan Tilanus. Op 17 november 1869 werd de firma Jansen & Tilanus opgericht. Bij de oprichting waren beiden wettelijk nog minderjarig, zodat hen handlichting voor zakelijke activiteiten moest worden verleend. Zijn oudere broer Gerhardus werd bij de registratie medevennoot van de firma, maar trok zich terug in 1879. De familie Jansen bracht grond, arbeiderswoningen en inventaris in, daar waar Tilanus het bedrag van 30.000 gulden inbracht, dat toentertijd met de waarde daarvan overeen kwam.
Het bedrijf startte met een linnen- en katoenweverij, in 1874 kwam er een tricotagefabriek bij. Er was ook een herstelafdeling. Een van hun klanten was koningin Wilhelmina. Het Twents textielbedrijf groeide gestaag. Het was een van de eersten die reclame ging maken voor tricotproducten.
De oprichters hebben het bedrijf samen vijfentwintig jaar geleid, totdat Jansen in 1894 op 45-jarige leeftijd overleed. Hij werd opgevolgd door Wicher jr., een zoon van zijn broer Jan Jansen.

## Familie
Jansen huwde op 27-jarige leeftijd in Kampen met Catrina Beckering Vinckers, de dochter van professor Jan Beckering Vinckers. Uit dit huwelijk werden vier kinderen geboren. De kunstschilderes Walty Dudok van Heel was een rechtstreekse afstammeling van Jansen.